# D端子
D端子（ディーたんし）とは映像機器のアナログ映像信号を伝送するために規格された日本独自の接続端子である。
D端子という名称は、ハーフピッチベローズコネクタの形状がアルファベットの「D」の文字型をしていることから命名されたものである。
主にPCのコネクタを思わせる形状やデジタル放送受信・録画再生機器に用いられることからD端子の「D」は「デジタル」を示していると誤解されることが多いが、前述の通りあくまで形状による命名であり、内部の信号はアナログ信号である。

## 概要

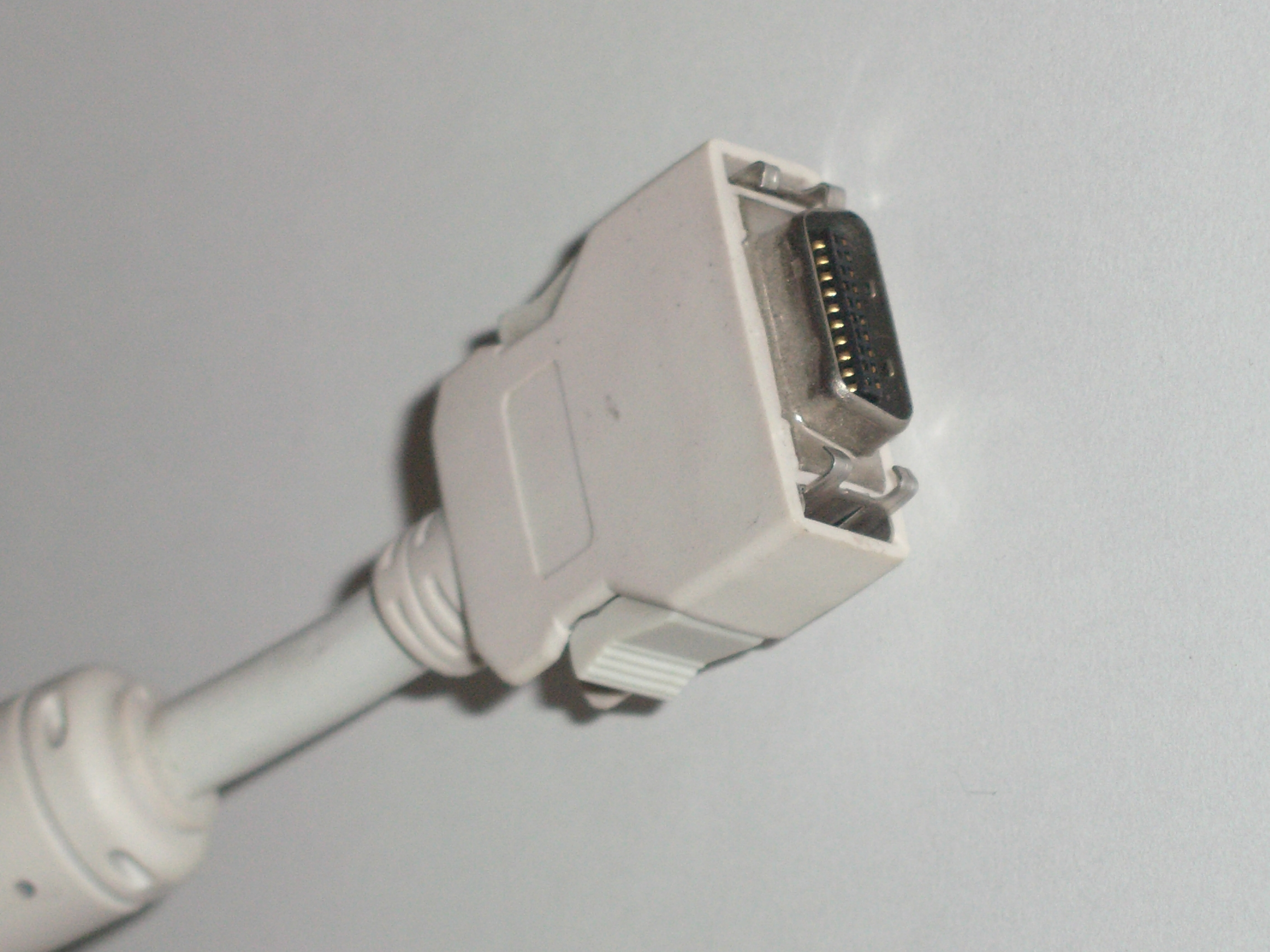
DFPコネクタ
D端子はこのDFPコネクタをモデルに規格された。

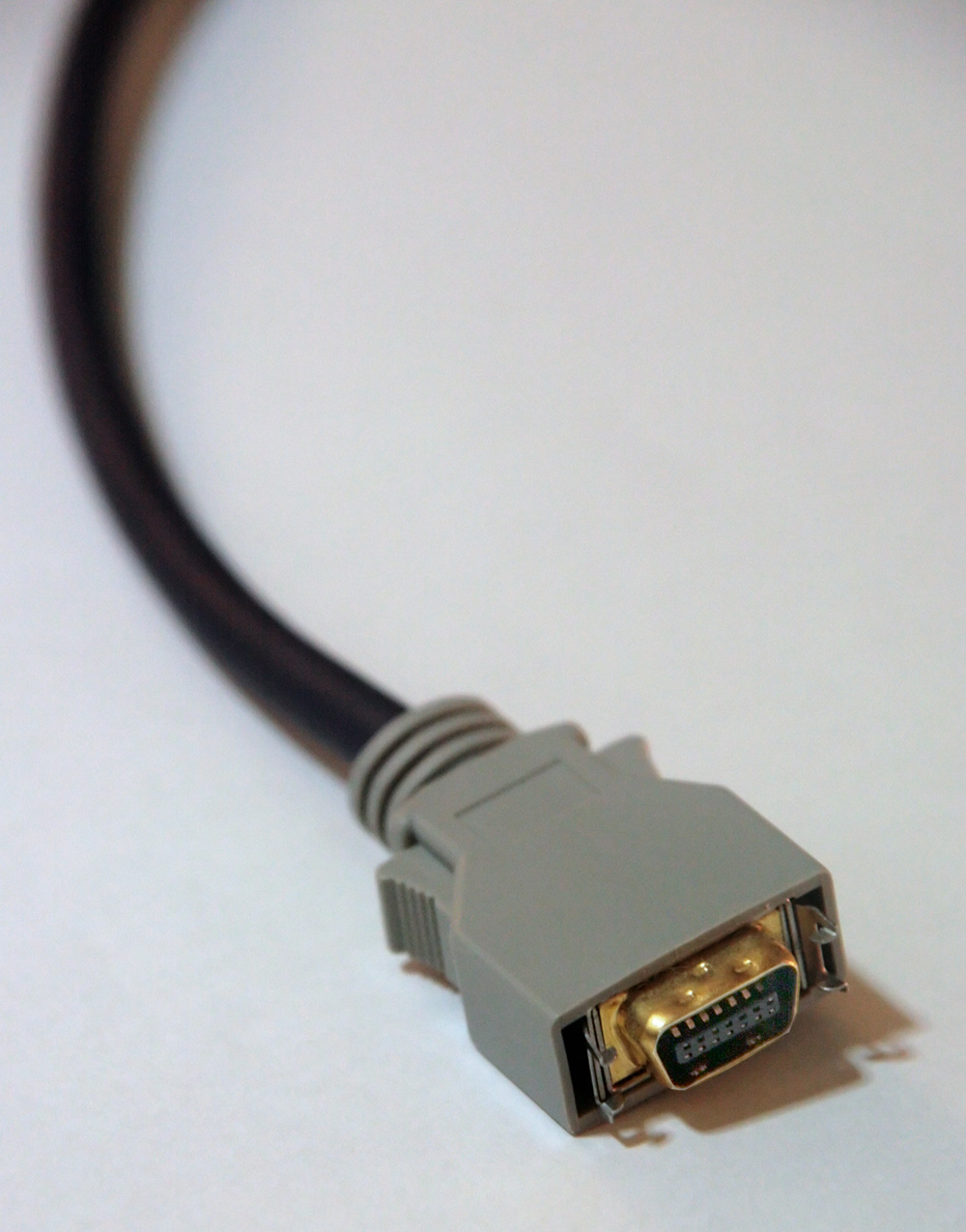
D端子ケーブル コネクタ部
このケーブルはD4対応のもの。

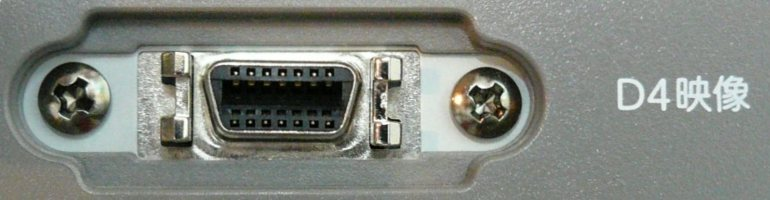
液晶テレビに搭載されたD端子。上図の機器はD4まで対応している。

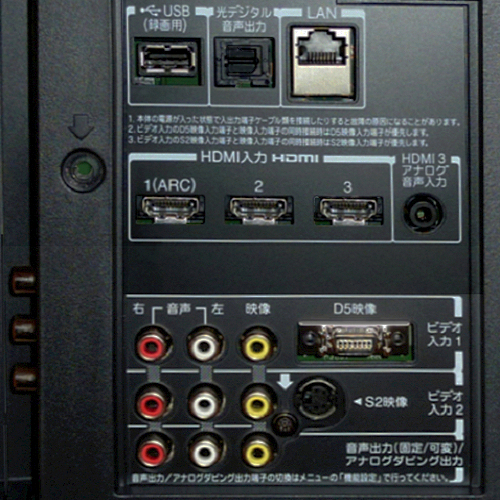
D端子(D5)を装備している薄型テレビ（2010年）

コネクタは、EIAJ（Electronic Industries Association of Japan：日本電子機械工業会）によってRC-5237として1999年7月に制定された規格で、「デジタル放送映像信号用（Y, Pb, Pr）接続用D端子コネクタ」の名称が付いている。専ら日本国内で利用されている規格で、名称にデジタル放送映像信号用とあるが、実際に内部を流れているのはアナログ信号（コンポーネント映像信号）である。
従来はコンポーネント映像信号（SD信号専用は「Y/Cb/Cr」、HD信号にも対応した端子なら「Y/Pb/Pr」と表記される）を伝送するためにはコンポーネント端子を用いていたため、入力側・出力側それぞれ3つの端子の間を計3本のケーブルを使って接続する必要があった。これを1本のケーブルで接続できるように端子を1つにまとめたものがD端子である。また、コンポーネント映像信号だけではなく、走査線数・走査方式・アスペクト比を切り換えるための識別信号の伝送も可能になり、プラグ挿入の検知機能も付いた。
コネクタは14のピンを7つずつ2段にまとめた構造をしており、そのうち輝度信号の伝送に2つ、色差信号の伝送に4つ、走査線数・走査方式・アスペクト比を切り換えるための識別信号の伝送に3つ、プラグの挿入を検知するために2つのピンを用い、残り3つのピンは予備ライン用である。なお、識別信号ライン（ライン1 - ライン3）のGNDは外被GNDを使用するため、実質的な端子数は15となる。また、ハンディカムなど機器の都合で物理スペースが十分に確保できない場合、特殊D端子が用いられることがある。
コンポーネント端子と比べても値段はほとんど変わらず省スペースであるため、日本国内ではコンポーネント端子よりも普及しているが、コネクタの構造（接続部での整合が取れない・信号線のシールドが維持できないなど）に起因して画質が若干コンポーネント端子に比べて劣るという声もある。日本独自の規格であるため、諸外国の製品では特に日本向けとして生産されたものでない限り、採用されていない。よって、D端子の映像（アナログ信号）をHDMI（デジタル信号）に変換する器具は、一旦コンポーネントに変換しない限り存在しない。
映像信号のみの伝送に用いるので、音声の伝送は行わない。機器間で音声信号も受け渡したい場合には、音声についてさらに別線（RCA端子など）で接続する必要がある。
なお、D3・D5がフルハイビジョン（フルHD）の解像度、D2・D4・D5がプログレッシブに対応している。

## 規定されている規格
映像信号規格（フォーマット）ごとに対応規格がさらに細分化されている。端子の形状は全て同一。
映像信号規格の名称表記については、有効走査線数と総走査線数（本文では（ ）内表記が総走査線数）による表記がある。また、ドット数表記は水平×垂直を表す。映像信号規格の区分名称はその映像フォーマットの垂直解像度を表していて、表記している水平解像度は想定される対象の信号フォーマットの最大サイズを示している。なおD端子の規格定義上では伝送が可能な対象の各信号フォーマットについては上位互換を保証していて、細分化された各区分名称の解説で対象としている以外の若番の映像信号フォーマットも含まれる（詳細は以下の各章を参照）。

### 対応規格
D1 480i (525i) ：720×480ドット インターレース（標準画質）
アナログテレビ放送 (NTSC) 及び、地上デジタルとBSデジタルのSD放送と同等の画質。また、VHS/S-VHSやDVDビデオソフトもこの画質である。DVDなどのデジタル圧縮映像用にはこのD1 (Full D1) の他に3/4 D1 (544×480)、2/3 D1 (480×480)、1/2 D1 (352×480)、1/4 D1 (352×240 : SIF) もD1での伝送対象に含まれる。
ワイドサイズ（縦:横=16:9）映像の場合は、720×480内に横方向を圧縮する形で記録されている（参考：スクイーズ方式）。
映像信号はコンポーネント映像信号で、S端子と違って色差信号も分離されているため、S端子よりさらに画質が向上している。
主にプログレッシブ出力機能を持たない製品に搭載されている。
D2 480p (525p) ：720×480ドット プログレッシブ（標準画質）
ワイド映像なども含めた基本的なところはD1と同様だが、走査方式がプログレッシブ表示に対応した映像信号の伝送規格。
D2接続の場合はハイビジョンにより近い解像感が得られるのが特徴で、DVDビデオソフトをプロジェクタを使ったホームシアターシステムやプログレッシブ方式対応テレビで視聴する場合は、激しい動きのある映像の場合を除けば480iの場合よりも鮮明な映像が楽しめる。
DVDプレーヤーでプログレッシブ出力機能を持つ製品はD2出力を搭載している。
D3 1080i (1125i) ：1920×1080ドット インターレース（フルハイビジョン画質）
ほとんどのデジタルハイビジョン放送番組が対応している画質。
1920×1080の他に1440×1080のフォーマットもあり、2007年（平成19年）現在、実際のデジタルテレビ放送や撮影機材の規格として実際に多用されている（映像フォーマット上は画面アスペクト比（横：縦）が4:3になるが、表示時に16:9の画面サイズに拡大される。参考：スクイーズ方式）。
ハイビジョンビデオカメラ（HDV規格）では民生機でも放送取材用でも、多くがD3以上での映像信号出入力端子を標準搭載している。
ハイビジョン試験放送などで使用されていた、1035iのベースバンド信号も扱える。
D4 720p (750p) ：1280×720ドット プログレッシブ（ハイビジョン画質）
2009年（平成21年）現在、多くのデジタルハイビジョンテレビや機器で対応している最上位の画質。
D3出力の上位規格だが、水平解像度はD3出力に劣る。
HDV規格家庭用ハイビジョンビデオカメラやゲーム機でもD4出力対応のものがある。
D5 1080p (1125p) ：1920×1080ドット プログレッシブ（フルハイビジョン画質）
フルハイビジョン映像のプログレッシブということで、劇場公開用映画に迫る画質と評されている。
最も高精細な映像を伝送でき、2010年（平成22年）にJEITA（電子情報技術産業協会）によって正式な規格化がなされた。

### D端子規格と映像信号規格の相関関係
D1 - D5の区分名称は個々の映像信号規格の名称ではなく、その端子が対応している映像信号規格の種類別に付けられたD端子規格内の区分を表している。入力側においては各対応規格とも1種類の映像信号への対応のみではなく、以下のように下位の区分規格に対して互換を保証しているが、出力側においては少なくともその区分の最上位の解像度（下表の◎）を出力できれば良いと規定されており、必ずしも下位の出力 (○) が用意されているとは限らない。
| 表示                | 表示 | 映像信号フォーマット | 映像信号フォーマット | 映像信号フォーマット | 映像信号フォーマット | 映像信号フォーマット |
| 表示                | 表示 | 480i                 | 480p                 | 1080i                | 720p                 | 1080p                |
| ------------------- | ---- | -------------------- | -------------------- | -------------------- | -------------------- | -------------------- |
| D 端 子 規 格 名 称 | D1   | ◎                    |                      |                      |                      |                      |
| D 端 子 規 格 名 称 | D2   | ○                    | ◎                    |                      |                      |                      |
| D 端 子 規 格 名 称 | D3   | ○                    | ○                    | ◎                    |                      |                      |
| D 端 子 規 格 名 称 | D4   | ○                    | ○                    | ○                    | ◎                    |                      |
| D 端 子 規 格 名 称 | D5   | ○                    | ○                    | ○                    | ○                    | ◎                    |

この互換の都合上、D4出力ができてもD1出力が用意されていないという場合もあるため、D4出力とD1入力を接続した場合に表示できない場合がある。

### ゲーム機のD映像端子
Xbox
初代Xboxでは480iのみでなく、480p(D2)、1080i(D3)、720p(D4)のD映像出力に対応。
Xbox 360
Xbox 360 S以前のモデルでは、本体購入時にコンポジット・D映像両方が搭載されたケーブルが付属する。最大1080p(D5)映像出力に対応。コンポジット信号とD映像信号を切り替えるスイッチもケーブルに存在しているが、Xbox 360起動中にそのスイッチを操作するとXbox 360が強制的に再起動する。Xbox 360 Eはコンポジット端子、HDMI以外非対応なのでD映像ケーブルを接続不可能。
ニンテンドーゲームキューブ
ニンテンドー ゲームキューブでは、初期型（DOL-001）でD端子ビデオケーブルが使用可能（後期型：DOL-101は接続不可）。一部ゲーム起動時にD端子ビデオケーブルを使うと480pに対応。ただし、任天堂純正品のD端子ビデオケーブルは非常に高価であり、Wiiのゲームキューブ互換機能でD映像出力を行えば通常はこのケーブルを買う必要はない（ゲームボーイプレーヤーなどが数少ない例外）。
Wii
Wiiでは最大480p(D2)映像出力に対応。
Wii U
Wii Uでは最大1080p(D5)映像出力に対応。ケーブルはWiiのものと同様。
PlayStation 2
PlayStation 2では2001年に発売を開始したD映像ケーブルにより、全モデルでD1映像端子をサポートしている。D映像端子を使用することで、コンポジット信号による480i出力よりも大幅に画質が向上する。
一部作品、およびSCPH-50000以降のDVDプレーヤーはD2映像による480p出力が可能。ただし、DVDプレーヤーによるDVDの映像は、他のハードウェア上で再生するよりも画質が本来より多少劣化する場合がある。
『グランツーリスモ4』『ツーリスト・トロフィー』『ヴァルキリープロファイル2 シルメリア』では、アップコンバートされたD3映像の出力も対応。
D映像出力を行う場合は、起動後に本体設定画面から映像出力設定で「Y Cb/Pb Cr/Pr」を選択する必要がある。
PlayStation 3
PlayStation 3では最大1080p出力に対応。ただし、CECH-3000以降のモデルではD端子ケーブルを使用してもブルーレイの画質が強制的に480iに変更され、CECH-4200以降のモデルではtorne及びブルーレイはHDMIを使用しない限り一切起動できなくなる。ケーブルはPlayStation 2のものと同様。
PlayStation Portable
PlayStation Portableでは、PSP-2000からテレビ出力に対応し、D端子へのゲーム画面出力は、当初プログレッシブ (D2) のみの対応であった（これに付随してコンポジット映像出力・S映像出力ができなかった）が、システムソフトウェアVer.5.00以降はゲームアーカイブスのうちPlayStation規格ソフトのインターレース (D1) 出力（およびコンポジット映像出力・S映像出力）に対応した。ただしPSP用ソフトの出力はVer.5.00以降でもプログレッシブ出力のみの対応である。なおPSP-3000およびPSP goではPSP用ソフトもPlayStation規格ソフトもインターレース出力（同）が可能となっている。

## 端子構造と伝送情報
＜D端子メス側（機器側）＞

### ピン配列
| ピン | 信号                          | ピン | 信号                              |
| ---- | ----------------------------- | ---- | --------------------------------- |
| 1    | Y                             | 8    | 制御信号（識別信号1）走査線数     |
| 2    | Y GND                         | 9    | 制御信号（識別信号2）走査方式     |
| 3    | PB                            | 10   | 予備2                             |
| 4    | PB GND                        | 11   | 制御信号（識別信号3）アスペクト比 |
| 5    | PR                            | 12   | プラグ挿入検出 GND                |
| 6    | PR GND                        | 13   | 予備3                             |
| 7    | 予備1                         | 14   | プラグ挿入検出                    |
| ツメ | 外被GND（シールド編組を接続） |      |                                   |

### 制御信号
| 識別電圧 | 識別信号1 総走査線数（有効走査線数） | 識別信号2 走査方式 | 識別信号3 アスペクト比 |
| -------- | ------------------------------------ | ------------------ | ---------------------- |
| 5V       | 1125 (1080)                          | プログレッシブ     | 16:9                   |
| 2.2V     | 750 (720)                            | （未定義）         | 4:3レターボックス      |
| 0V       | 525 (480)                            | インターレース     | 4:3                    |

識別信号の電気仕様や識別信号3の意味はS2端子のものと同じ。また、これらの信号のGNDはケーブル外被（シールド・FG）を使用する。このため、識別信号を使用する接続では両端の機器は必ずグラウンド・ループを構成することになる。

## HDMI登場後の状況
D端子は日本国内のデジタル放送視聴用の標準規格として制定されたが信号の伝送がアナログで行なわれていることから「HD素材の権利保護が十分でない」とするコンテンツホルダーの意向により、徐々にHDMIに置き換わりつつある。それに伴い、HD映像の扱いにおいてD端子はHDMIに比べて制限を加えられている場合がある。
- ハイビジョン対応薄型テレビなどでは、HDMIは1080p（D5相当）入力やさらに上の画質に対応しているが、D端子は720p (D4) までの入力にしか対応しない機種が多い。また、再生機器側でも最大出力が720p (D4) までしか対応しない機種も多い。
- DVD-Videoをハイビジョン信号にアップコンバートする機能がある再生機器ではコピー制限（CSSやCPRM）が施されたDVDのアップコンバートがHDCPで暗号化されたHDMIに限定され、D端子などのアナログコンポーネント出力ではD1かD2出力しかできない。ただしそれに該当するのは市販DVDビデオソフトの大多数やコピー・ワンスのデジタル放送をムーブしたDVDの場合であってハードディスクに直接録画した番組、自作の映像などコピーガードの無いソフトならばこのような制限は受けずアナログコンポーネントでもHD出力が可能（ただし、メーカーや機種による）であり、HDMI出力ではHDCPで暗号化されずに出力される。このためホームビデオなど過去のSD素材（ベータマックス、S-VHS、Hi8、Digital8、DV、DVD-V/VRなど。ただし、DVD以外のメディアは一旦ディスクレコーダーにダビングする必要がある）をハイビジョン化させた上で出力し、パソコンのビデオキャプチャーボードなどへ入力すれば自作BDソフト（BDMV形式）などで用いる素材として活用できる。なお民生用のDVDレコーダーやBDレコーダーでは、2008年以降ほぼすべての機種にHDMI端子が搭載されている。

また第3世代光ディスク（Blu-ray DiscやHD DVD）の場合、市販ソフトにおいてはソフト本来の画質での出力がHDMI（HDCP有）に限定され、D端子出力では多くのソフトでD1かD2出力しかできない仕様になる見通しである。これはD端子などのアナログ信号ではコピーガードを掛けると画質劣化や変質を招く恐れがあり、コピーガードが容易なデジタル出力に一本化するためである。AACS LAでは発売とともにこの仕様にする方針であったが、各方面から反対意見が続出したため、アナログでのHD出力を規制する機能は残した上で2010年（平成22年）まではアナログHD出力を認め、それ以降も出力規制は段階的に行うこととした（AACSのAACS Final Adopter Agreementで2010年12月31日以降に製造の機種からアナログ出力を480i及び576iのみに制限、2013年（平成25年）12月31日以降の製造機種ではアナログ出力自体が禁止されることが決まった）。2009年現在においてもHDMI入力端子を持たない安価なテレビやHDMI出力端子を持たない安価な地上波デジタルチューナーなどの製品（外国メーカー製など）がディスカウントストアやホームセンターやECサイトなどで販売されており、それを買い求める消費者も少なからず存在する事や、2006年（平成18年）ごろまでに生産された製品にはHDMI入力端子が装備されていない物もある事から、アナログ出力制限が始まる2011年（平成23年）の時点でHDMI入力端子付きテレビやモニターがどの程度普及しているかは未知数である。
BDレコーダー・プレーヤー・薄型テレビの中には低価格帯モデルを中心にD端子やコンポーネント端子を搭載しない機種が登場し始めている。機種によってはS端子も省略されHDMIかコンポジットでしか映像を出力できない場合もある。さらに、2011年（平成23年）に入ってから接続端子がHDMIしかない機種も登場し、アナログ出力が禁止された2014年（平成26年）以降・D端子はコンポーネント端子・RCA端子と共に廃止が進み、2025年3月を以て国内メーカー全社の録再機が「HDMI端子のみの搭載へ一本化」された。D端子およびコンポーネント端子ケーブルは、2020年までに国内メーカー全社が生産を終了している。